# Björn Nordstrand
Björn Göte Nordstrand (født 2. december 1942 i Halmstad) er en svensk virksomhedsleder og forretningmand.

## Historie
Nordstrand er uddannet civilingeniør og filosofie magister (fil.mag.).
Han har været direktør på Bonnier, og administerende direktør for Solnagruppen, samt Sveriges største kommercielle tv-kanal TV4.
Nordstrand købte trykkeriet Solnagruppen af Bonnier for én svensk krone, og solgte det ti år efter for over 100 millioner kroner. I sin tid hos TV4 købte han aktier og optioner i selskabet for 17 millioner svenske kroner, for senere at sælge dem for 100 millioner.
I 1995 købte Björn Nordstrand sammen med musikeren Per Gessle badehotellet Hotel Tylösand ved Tylösand, få kilometer vest for hjembyen Halmstad.